# Standaardtype Woldjerspoor

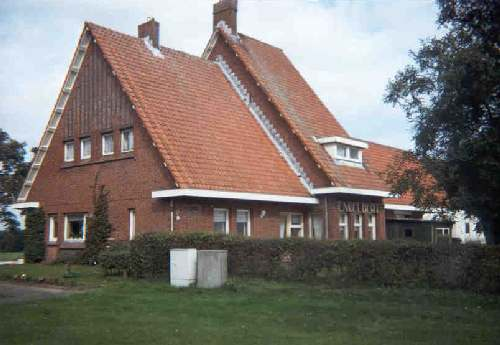
Station Engelbert

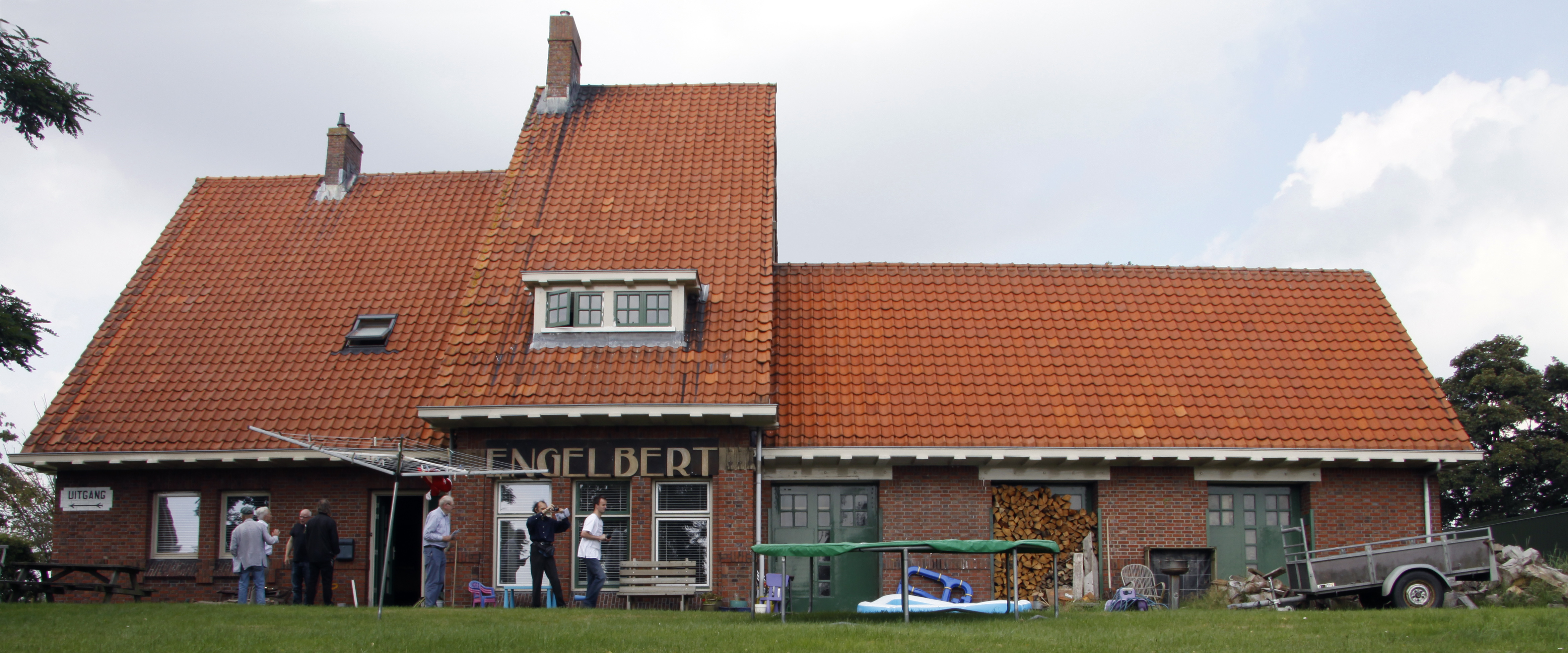
Perronzijde Station Engelbert. Links de dienstruimten, in het midden de woning, rechts de goederenloods

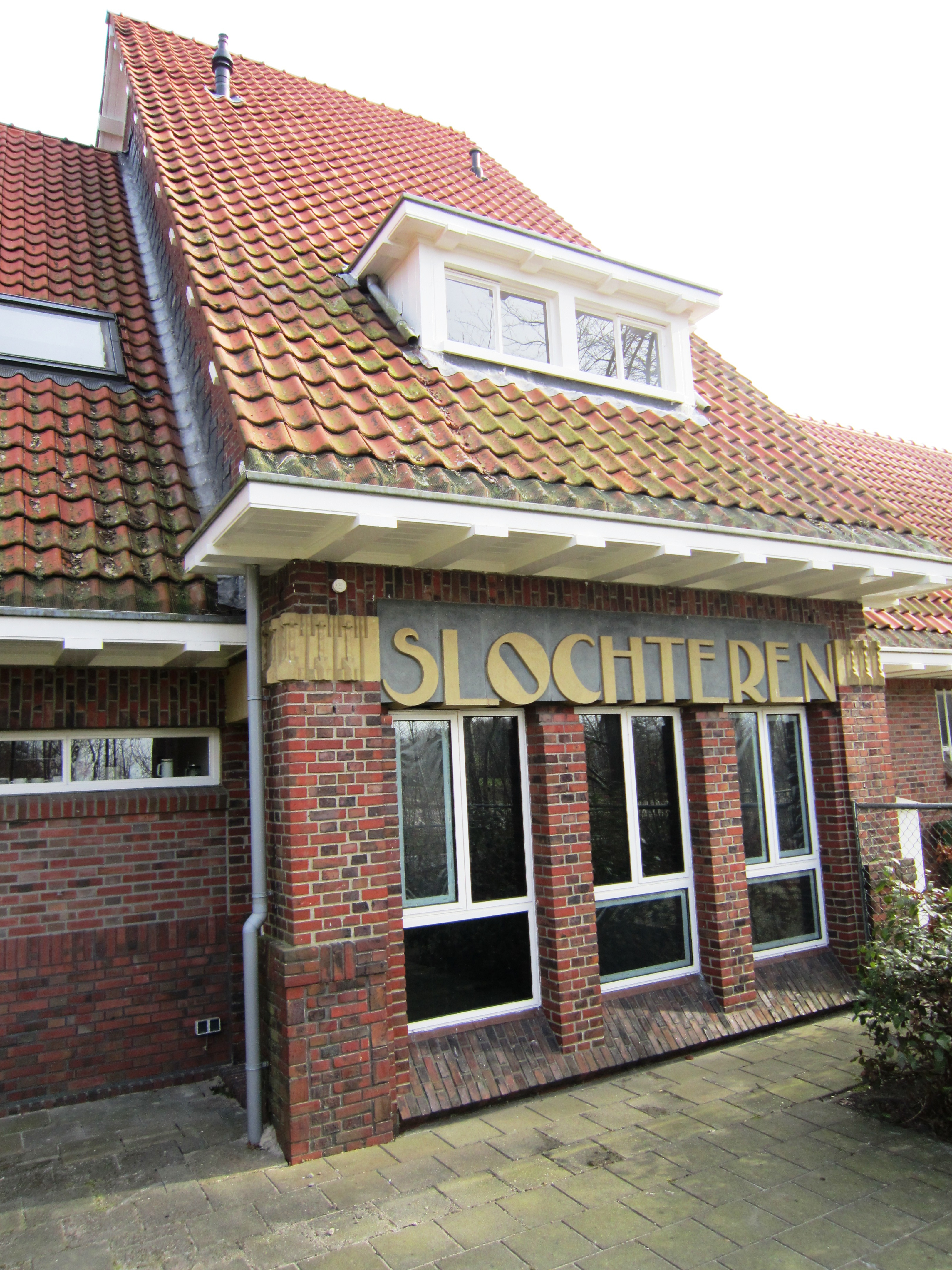
Station Slochteren

Het Standaardtype Woldjerspoor is een ontwerp voor stationsgebouwen dat aan het eind van de jaren twintig van de 20e eeuw gebruikt werd voor spoorwegstations in de provincie Groningen langs de spoorlijn Groningen - Weiwerd, de 'Woldjerspoorweg'. De opdrachtgever was de op 30 januari 1923 opgerichte N.V. Woldjerspoorweg en Stoomtramwegen in Midden en Noordelijk Groningen (W.E.S.T.I.G.), waarvan de naam al op 31 december 1925 was ingekort tot N.V. Woldjerspoorwegmaatschappij. De architect was Ad van der Steur (1893-1953).

## Beschrijving
Het strakke en moderne ontwerp is beïnvloed door de nieuwe zakelijkheid en de Amsterdamse School met een bescheiden gebruik van art-deco-ornamentiek. Het gebouw bestaat uit drie delen, elk met zijn eigen zadeldak. Het middendeel is smal en hoog. Hierin was de dienstwoning ondergebracht. Het wordt geflankeerd door twee vleugels. Daarvan bevatte de hoge vleugel het loket, het kantoor en de wachtkamer. De laagste en langste vleugel was de goederenloods.
In totaal zijn in 1927-1929 zeven stations van dit type gebouwd, waarvan er nog vijf bestaan. Van west naar oost waren dat:
1. Station Engelbert
2. Station Harkstede-Scharmer
3. Station Kolham, rijksmonument
4. Station Slochteren
5. Station Schildwolde-Hellum, gesloopt in 1970
6. Station Siddeburen, gesloopt in 1970
7. Station Tjugchem-Meedhuizen[2]

Met het oog op de ligging ten opzichte van het spoor (noordelijk of zuidelijk) en/of de gewenste situering van de goederenloods is de plattegrond van Harkstede-Scharmer spiegelbeeldig aan die van de andere stations en hebben Kolham en Slochteren de 'omgeklapte vorm' van het spiegelbeeld.
Van der Steur ontwierp in dezelfde stijl ook het kleinere, eendelige stationsgebouw van station Froombosch (gesloopt in 1970) en een aantal dienstwoningen langs de lijn, waaronder die voor de brugwachter van de spoorbrug bij Oude Roodehaan (gesloopt in 1995). Het station Weiwerd uit 1910, waar het Woldjerspoor officieel eindigde, had een ander ontwerp en behoorde tot de standaardstations van de Noordoosterlocaalspoorweg-Maatschappij.
Na de sluiting van de Woldjerspoorweg werd de lijn in 1941-1942 opgebroken. De stationsgebouwen werden voor andere doeleinden in gebruik genomen, vooral voor bewoning, maar ook als brandweerkazerne (Harkstede-Scharmer) of politiebureau (Slochteren). Station Kolham was enige tijd de Vrije Evangelisatie Kapel Rehoboth. Het station Slochteren herbergt de Internationale Politiepetten Collectie. De gesloopte stations Schildwolde-Hellum en Siddeburen moesten, evenals het stationsgebouwtje van Froombosch, in 1970 wijken voor de Provinciale weg N387, die tussen Siddeburen en Froombosch op de vroegere spoorbaan is aangelegd.